# Turul Italiei 2016
Turul Italiei 2016 a fost a 99-a ediție a cursei. A început în Apeldoorn, Olanda pe 6 mai 2016 cu un contratimp individual și se va încheia pe 29 mai 2016 la Torino. Turul s-a încheiat cu victoria ciclistului italian Vincenzo Nibali care câștigă acest turneu pentru a doua oară, prima dată fiind în 2013. 

## Echipe și cicliști
La această cursă participă 22 de echipe: cele 18 din Circuitul mondial UCI invitate automat, la care s-au adăugat patru echipe continentale care au primit wildcard-uri.  

### Echipe UCI World
| - Ag2r-La Mondiale - Astana - BMC Racing Team - Etixx-Quick Step - FDJ - IAM Cycling - Lampre-Merida - Lotto Soudal - Movistar | - Orica-GreenEDGE - Cannondale-Garmin - Giant-Alpecin - Team Katusha - LottoNL–Jumbo - Dimension Data - Team Sky - Tinkoff-Saxo - Trek-Segafredo |  |

### Echipe continentale profesioniste UCI
| - Gazprom–RusVelo - Bardiani–CSF | - Nippo–Vini Fantini - Wilier Triestina–Southeast |  |

## Etape
| Etapa | Dată   | Start – Sosire                      | type                  | Distanță (km) | Câștigător          | Liderul global     |
| ----- | ------ | ----------------------------------- | --------------------- | ------------- | ------------------- | ------------------ |
| 1     | 6 mai  | Apeldoorn – Apeldoorn               | contratimp individual | 9,8           | Tom Dumoulin        | Tom Dumoulin       |
| 2     | 7 mai  | Arnhem – Nijmegen                   | etapă de plat         | 190           | Marcel Kittel       | Tom Dumoulin       |
| 3     | 8 mai  | Nijmegen – Arnhem                   | etapă de plat         | 190           | Marcel Kittel       | Marcel Kittel      |
| 4     | 10 mai | Catanzaro – Praia a Mare            | etapă intermediară    | 200           | Diego Ulissi        | Tom Dumoulin       |
| 5     | 11 mai | Praia a Mare – Benevento            | etapă valonată        | 233           | André Greipel       | Tom Dumoulin       |
| 6     | 12 mai | Ponte – Roccaraso                   | etapă intermediară    | 157           | Tim Wellens         | Tom Dumoulin       |
| 7     | 13 mai | Sulmona – Foligno                   | etapă de plat         | 211           | André Greipel       | Tom Dumoulin       |
| 8     | 14 mai | Foligno – Arezzo                    | etapă intermediară    | 186           | Gianluca Brambilla  | Gianluca Brambilla |
| 9     | 15 mai | Radda in Chianti – Greve in Chianti | contratimp individual | 40,5          | Primož Roglič       | Gianluca Brambilla |
| 10    | 17 mai | Campi Bisenzio – Sestola            | etapă intermediară    | 219           | Giulio Ciccone      | Bob Jungels        |
| 11    | 18 mai | Modena – Asolo                      | etapă valonată        | 227           | Diego Ulissi        | Bob Jungels        |
| 12    | 19 mai | Noale – Bibione                     | etapă de plat         | 182           | André Greipel       | Bob Jungels        |
| 13    | 20 mai | Palmanova – Cividale del Friuli     | etapă intermediară    | 170           | Mikel Nieve         | Andrey Amador      |
| 14    | 21 mai | Farra d'Alpago – Corvara in Badia   | etapă de munte        | 210           | Esteban Chaves      | Steven Kruijswijk  |
| 15    | 22 mai | Castelrotto – Seiser Alm            |                       | 10,8          | Alexander Foliforov | Steven Kruijswijk  |
| 16    | 24 mai | Bressanone – Andalo                 | etapă de munte        | 132           | Alejandro Valverde  | Steven Kruijswijk  |
| 17    | 25 mai | Molveno – Cassano d'Adda            | etapă de plat         | 196           | Roger Kluge         | Steven Kruijswijk  |
| 18    | 26 mai | Muggiò – Pinerolo                   | etapă intermediară    | 244           | Matteo Trentin      | Steven Kruijswijk  |
| 19    | 27 mai | Pinerolo – Risoul                   | etapă de munte        | 162           | Vincenzo Nibali     | Esteban Chaves     |
| 20    | 28 mai | Guillestre – Vinadio                | etapă de munte        | 134           | Rein Taaramäe       | Vincenzo Nibali    |
| 21    | 29 mai | Cuneo – Torino                      | etapă de plat         | 163           | Nikias Arndt        | Vincenzo Nibali    |

### Etapa 1
6 mai - Apeldoorn, Olanda - 9,8 km (contratimp individual)
| Loc | Concurent         | Echipă            | Timp   |
| --- | ----------------- | ----------------- | ------ |
| 1   | Tom Dumoulin      | Giant–Alpecin     | 11'03" |
| 2   | Primož Roglič     | LottoNL–Jumbo     | +0"    |
| 3   | Andrey Amador     | Movistar          | +6"    |
| 4   | Tobias Ludvigsson | Giant–Alpecin     | +8"    |
| 5   | Marcel Kittel     | Etixx-Quick Step  | +11"   |
| 6   | Moreno Moser      | Cannondale-Garmin | +12"   |
| 7   | Bob Jungels       | Etixx-Quick Step  | +13"   |
| 8   | Fabian Cancellara | Trek-Segafredo    | +14"   |
| 9   | Matthias Brandle  | IAM Cycling       | +14"   |
| 10  | Silvan Dillier    | BMC Racing Team   | +16"   |

### Etapa a 2-a
7 mai - Arnhem - Nijmegen, Olanda - 190 km 
| Loc | Concurent         | Echipă           | Timp     |
| --- | ----------------- | ---------------- | -------- |
| 1   | Marcel Kittel     | Etixx-Quick Step | 4h38'31" |
| 2   | Arnaud Demare     | FDJ              | a.t.     |
| 3   | Sacha Modolo      | Lampre–Merida    | a.t.     |
| 4   | Moreno Hofland    | LottoNL–Jumbo    | a.t.     |
| 5   | Nicola Ruffoni    | Bardiani–CSF     | a.t.     |
| 6   | Alexander Porsev  | Team Katusha     | a.t.     |
| 7   | Caleb Ewan        | Orica-GreenEDGE  | a.t.     |
| 8   | Kristian Sbaragli | Dimension Data   | a.t.     |
| 9   | Andrey Amador     | Movistar         | a.t.     |
| 10  | Giacomo Nizzolo   | Trek-Segafredo   | a.t.     |

| Loc | Concurent         | Echipă            | Timp     |
| --- | ----------------- | ----------------- | -------- |
| 1   | Tom Dumoulin      | Giant–Alpecin     | 4h49'34" |
| 2   | Primož Roglič     | LottoNL–Jumbo     | +0"      |
| 3   | Marcel Kittel     | Etixx-Quick Step  | +1"      |
| 4   | Andrey Amador     | Movistar          | +6"      |
| 5   | Tobias Ludvigsson | Giant–Alpecin     | +8"      |
| 6   | Moreno Moser      | Cannondale-Garmin | +12"     |
| 7   | Bob Jungels       | Etixx-Quick Step  | +13"     |
| 8   | Matthias Brandle  | IAM Cycling       | +14"     |
| 9   | Silvan Dillier    | BMC Racing Team   | +16"     |
| 10  | Roger Kluge       | IAM Cycling       | +16"     |

### Etapa a 3-a
8 mai - Nijmegen - Arnhem, Olanda - 190 km 
| Loc | Concurent         | Echipă           | Timp     |
| --- | ----------------- | ---------------- | -------- |
| 1   | Marcel Kittel     | Etixx-Quick Step | 4h23'45" |
| 2   | Elia Viviani      | Team Sky         | a.t.     |
| 3   | Giacomo Nizzolo   | Trek-Segafredo   | a.t.     |
| 4   | André Greipel     | Lotto Soudal     | a.t.     |
| 5   | Alexander Porsev  | Team Katusha     | a.t.     |
| 6   | Kristian Sbaragli | Dimension Data   | a.t.     |
| 7   | Moreno Hofland    | LottoNL–Jumbo    | a.t.     |
| 8   | Arnaud Demare     | FDJ              | a.t.     |
| 9   | Rick Zabel        | BMC Racing Team  | a.t.     |
| 10  | Matej Mohoric     | Lampre - Merida  | a.t.     |

| Loc | Concurent         | Echipă            | Timp     |
| --- | ----------------- | ----------------- | -------- |
| 1   | Marcel Kittel     | Etixx-Quick Step  | 9h13'10" |
| 2   | Tom Dumoulin      | Giant–Alpecin     | +9"      |
| 3   | Andrey Amador     | Movistar          | +15"     |
| 4   | Tobias Ludvigsson | Giant–Alpecin     | +17"     |
| 5   | Moreno Moser      | Cannondale-Garmin | +21"     |
| 6   | Bob Jungels       | Etixx-Quick Step  | +22"     |
| 7   | Matthias Brandle  | IAM Cycling       | +23"     |
| 8   | Roger Kluge       | IAM Cycling       | +25"     |
| 9   | Chad Haga         | Giant-Alpecin     | +25"     |
| 10  | Georg Preidler    | Giant-Alpecin     | +26"     |

### Etapa a 4-a
10 mai - Catanzaro - Praia a Mare, Italia - 200 km 
| Loc | Concurent          | Echipă                     | Timp     |
| --- | ------------------ | -------------------------- | -------- |
| 1   | Diego Ulissi       | Lampre–Merida              | 4h46'41" |
| 2   | Tom Dumoulin       | Giant–Alpecin              | +5"      |
| 3   | Steven Kruijswijk  | LottoNL–Jumbo              | +5"      |
| 4   | Alejandro Valverde | Movistar                   | +6"      |
| 5   | Gianluca Brambilla | Etixx-Quick Step           | +6"      |
| 6   | Vincenzo Nibali    | Astana                     | +6"      |
| 7   | Ilnur Zakarin      | Team Katusha               | +6"      |
| 8   | Matteo Busato      | Wilier Triestina–Southeast | +6"      |
| 9   | Esteban Chaves     | Orica-GreenEDGE            | +6"      |
| 10  | Nicolas Roche      | Team Sky                   | +6"      |

| Loc | Concurent          | Echipă           | Timp      |
| --- | ------------------ | ---------------- | --------- |
| 1   | Tom Dumoulin       | Giant–Alpecin    | 14h00'09" |
| 2   | Bob Jungels        | Etixx-Quick Step | +20"      |
| 3   | Diego Ulissi       | Lampre–Merida    | +20"      |
| 4   | Steven Kruijswijk  | LottoNL–Jumbo    | +24"      |
| 5   | Georg Preidler     | Giant-Alpecin    | +24"      |
| 6   | Vincenzo Nibali    | Astana           | +26"      |
| 7   | Alejandro Valverde | Movistar         | +31"      |
| 8   | Jakob Fuglsang     | Astana           | +35"      |
| 9   | Esteban Chaves     | Orica-GreenEDGE  | +37"      |
| 10  | Nicolas Roche      | Team Sky         | +37"      |

### Etapa a 5-a
11 mai - Praia a Mare - Benevento, Italia - 233 km 
| Loc | Concurent         | Echipă                     | Timp     |
| --- | ----------------- | -------------------------- | -------- |
| 1   | André Greipel     | Lotto Soudal               | 5h40'35" |
| 2   | Arnaud Demare     | FDJ                        | a.t.     |
| 3   | Sonny Colbrelli   | Bardiani–CSF               | a.t.     |
| 4   | Bob Jungels       | Etixx-Quick Step           | a.t.     |
| 5   | Moreno Hofland    | LottoNL-Jumbo              | a.t.     |
| 6   | Manuel Belletti   | Wilier Triestina–Southeast | a.t.     |
| 7   | Rick Zabel        | BMC Racing Team            | a.t.     |
| 8   | Georg Preidler    | Giant-Alpecin              | a.t.     |
| 9   | Caleb Ewan        | Orica-GreenEDGE            | a.t.     |
| 10  | Alexei Tcatevitch | Team Katusha               | a.t.     |

| Loc | Concurent          | Echipă           | Timp      |
| --- | ------------------ | ---------------- | --------- |
| 1   | Tom Dumoulin       | Giant–Alpecin    | 19h40'48" |
| 2   | Bob Jungels        | Etixx-Quick Step | +16"      |
| 3   | Diego Ulissi       | Lampre–Merida    | +20"      |
| 4   | Georg Preidler     | Giant-Alpecin    | +20"      |
| 5   | Steven Kruijswijk  | LottoNL–Jumbo    | +24"      |
| 6   | Vincenzo Nibali    | Astana           | +26"      |
| 7   | Alejandro Valverde | Movistar         | +27"      |
| 8   | Ilnur Zakarin      | Team Katusha     | +35"      |
| 9   | Jakob Fuglsang     | Astana           | +35"      |
| 10  | Nicolas Roche      | Team Sky         | +37"      |

### Etapa a 6-a
12 mai - Ponte - Roccaraso, Italia - 165 km 
| Loc | Concurent           | Echipă           | Timp     |
| --- | ------------------- | ---------------- | -------- |
| 1   | Tim Wellens         | Lotto Soudal     | 4h40'05" |
| 2   | Jakob Fuglsang      | Astana           | +1'19"   |
| 3   | Ilnur Zakarin       | Team Katusha     | +1'19"   |
| 4   | Tom Dumoulin        | Giant–Alpecin    | +1'22"   |
| 5   | Kanstantsin Sivtsov | Dimension Data   | +1'24"   |
| 6   | Domenico Pozzovivo  | Ag2r-La Mondiale | +1'24"   |
| 7   | Esteban Chaves      | Orica-GreenEDGE  | +1'29"   |
| 8   | Rigoberto Uran      | Cannondale       | +1'33"   |
| 9   | Rafal Majka         | Tinkoff          | +1'33"   |
| 10  | Alejandro Valverde  | Movistar         | +1'36"   |

| Loc | Concurent           | Echipă           | Timp      |
| --- | ------------------- | ---------------- | --------- |
| 1   | Tom Dumoulin        | Giant–Alpecin    | 24h22'15" |
| 2   | Jakob Fuglsang      | Astana           | +26"      |
| 3   | Ilnur Zakarin       | Team Katusha     | +28"      |
| 4   | Bob Jungels         | Etixx-Quick Step | +35"      |
| 5   | Steven Kruijswijk   | LottoNL–Jumbo    | +38"      |
| 6   | Alejandro Valverde  | Movistar         | +41"      |
| 7   | Diego Ulissi        | Lampre–Merida    | +41"      |
| 8   | Esteban Chaves      | Orica-GreenEDGE  | +44"      |
| 9   | Vincenzo Nibali     | Astana           | +47"      |
| 10  | Kanstantsin Sivtsov | Dimension Data   | +49"      |

### Etapa a 7-a
13 mai - Sulmona - Foligno, Italia - 211 km 
| Loc | Concurent         | Echipă           | Timp     |
| --- | ----------------- | ---------------- | -------- |
| 1   | André Greipel     | Lotto Soudal     | 5h01'08" |
| 2   | Giacomo Nizzolo   | Trek-Segafredo   | a.t.     |
| 3   | Sacha Modolo      | Lampre-Merida    | a.t.     |
| 4   | Caleb Ewan        | Orica-GreenEDGE  | a.t.     |
| 5   | Enrico Battaglin  | LottoNL-Jumbo    | a.t.     |
| 6   | Matteo Trentin    | Etixx-Quick Step | a.t.     |
| 7   | Alexander Porsev  | Team Katusha     | a.t.     |
| 8   | Alexey Tcatevitch | Team Katusha     | a.t.     |
| 9   | Nicolo Ruffoni    | Bardiani–CSF     | a.t.     |
| 10  | Elia Viviani      | Team Sky         | a.t.     |

| Loc | Concurent           | Echipă           | Timp      |
| --- | ------------------- | ---------------- | --------- |
| 1   | Tom Dumoulin        | Giant–Alpecin    | 29h23'23" |
| 2   | Jakob Fuglsang      | Astana           | +26"      |
| 3   | Ilnur Zakarin       | Team Katusha     | +28"      |
| 4   | Bob Jungels         | Etixx-Quick Step | +35"      |
| 5   | Steven Kruijswijk   | LottoNL–Jumbo    | +38"      |
| 6   | Alejandro Valverde  | Movistar         | +41"      |
| 7   | Diego Ulissi        | Lampre–Merida    | +41"      |
| 8   | Vincenzo Nibali     | Astana           | +47"      |
| 9   | Kanstantsin Sivtsov | Dimension Data   | +49"      |
| 10  | Rigoberto Uran      | Cannondale       | +51"      |

### Etapa a 8-a
14 mai - Foligno - Arezzo, Italia - 186 km 
| Loc | Concurent            | Echipă           | Timp     |
| --- | -------------------- | ---------------- | -------- |
| 1   | Gianluca Brambilla   | Etixx-Quick Step | 4h14'05" |
| 2   | Matteo Montaguti     | Ag2r-La Mondiale | +1'06"   |
| 3   | Moreno Moser         | Cannondale       | +1'27"   |
| 4   | Jaco Venter          | Dimension Data   | +1'28"   |
| 5   | Alessandro De Marchi | BMC Racing Team  | +1'33"   |
| 6   | Alejandro Valverde   | Movistar         | +1'41"   |
| 7   | Steven Kruijswijk    | LottoNL-Jumbo    | +1'41"   |
| 8   | Mikel Landa          | Team Sky         | +1'41"   |
| 9   | Esteban Chaves       | Orica-GreenEDGE  | +1'41"   |
| 10  | Ilnur Zakarin        | Team Katusha     | +1'41"   |

| Loc | Concurent          | Echipă           | Timp      |
| --- | ------------------ | ---------------- | --------- |
| 1   | Gianluca Brambilla | Etixx-Quick Step | 33h39'14" |
| 2   | Ilnur Zakarin      | Team Katusha     | +23"      |
| 3   | Steven Kruijswijk  | LottoNL–Jumbo    | +33"      |
| 4   | Alejandro Valverde | Movistar         | +36"      |
| 5   | Vincenzo Nibali    | Astana           | +45"      |
| 6   | Esteban Chaves     | Orica-GreenEDGE  | +48"      |
| 7   | Rigoberto Uran     | Cannondale       | +49"      |
| 8   | Rafał Majka        | Tinkoff-Saxo     | +54"      |
| 9   | Domenico Pozzovivo | Ag2r-La Mondiale | +54"      |
| 10  | Mikel Landa        | Team Sky         | +1'03"    |

### Etapa a 9-a
15 mai - Radda in Chianti - Greve in Chianti - 40,5 km (contratimp individual)
| Loc | Concurent          | Echipă           | Timp   |
| --- | ------------------ | ---------------- | ------ |
| 1   | Primož Roglič      | LottoNL-Jumbo    | 51'45" |
| 2   | Matthias Brändle   | IAM Cycling      | +10"   |
| 3   | Vegard Laengen     | IAM Cycling      | +17"   |
| 4   | Fabian Cancellara  | Trek-Segafredo   | +28"   |
| 5   | Anton Vorobyev     | Team Katusha     | +30"   |
| 6   | Bob Jungels        | Etixx-Quick Step | +45"   |
| 7   | Stefan Kung        | BMC Racing Team  | +58"   |
| 8   | Jos Van Emden      | LottoNL-Jumbo    | +1'08" |
| 9   | Maarten Tjallingii | LottoNL-Jumbo    | +1'16" |
| 10  | Andrey Amador      | Movistar         | +1'19" |

| Loc | Concurent          | Echipă           | Timp      |
| --- | ------------------ | ---------------- | --------- |
| 1   | Gianluca Brambilla | Etixx-Quick Step | 34h33'04" |
| 2   | Bob Jungels        | Etixx-Quick Step | +1"       |
| 3   | Andrey Amador      | Movistar         | +32"      |
| 4   | Steven Kruijswijk  | LottoNL–Jumbo    | +51"      |
| 5   | Vincenzo Nibali    | Astana           | +53"      |
| 6   | Alejandro Valverde | Movistar         | +55"      |
| 7   | Tom Dumoulin       | Giant-Alpecin    | +58"      |
| 8   | Mikel Landa        | Team Sky         | +1'18"    |
| 9   | Rafał Majka        | Tinkoff-Saxo     | +1'45"    |
| 10  | Jakob Fuglsang     | Astana           | +1'51"    |

### Etapa a 10-a
17 mai - Campi Bisenzio - Sestola - 219 km 
| Loc | Concurent          | Echipă             | Timp     |
| --- | ------------------ | ------------------ | -------- |
| 1   | Giulio Ciccone     | Bardiani–CSF       | 5h44'32" |
| 2   | Ivan Rovny         | Tinkoff-Saxo       | +42"     |
| 3   | Darwin Atapuma     | BMC Racing Team    | +1'20"   |
| 4   | Nathan Brown       | Cannondale-Garmin  | +1'53"   |
| 5   | Damiano Cunego     | Nippo–Vini Fantini | +2'04"   |
| 6   | Andrey Amador      | Movistar           | +2'10"   |
| 7   | Giovanni Visconti  | Movistar           | +2'11"   |
| 8   | Alejandro Valverde | Movistar           | +2'11"   |
| 9   | Esteban Chaves     | Orica-GreenEDGE    | +2'11"   |
| 10  | Jakob Fuglsang     | Astana             | +2'11"   |

| Loc | Concurent          | Echipă           | Timp      |
| --- | ------------------ | ---------------- | --------- |
| 1   | Bob Jungels        | Etixx-Quick Step | 40h19'52" |
| 2   | Andrey Amador      | Movistar         | +26"      |
| 3   | Alejandro Valverde | Movistar         | +50"      |
| 4   | Steven Kruijswijk  | LottoNL–Jumbo    | +50"      |
| 5   | Vincenzo Nibali    | Astana           | +52"      |
| 6   | Gianluca Brambilla | Etixx-Quick Step | +1'11"    |
| 7   | Rafał Majka        | Tinkoff-Saxo     | +1'44"    |
| 8   | Jakob Fuglsang     | Astana           | +1'46"    |
| 9   | Ilnur Zakarin      | Team Katusha     | +2'08"    |
| 10  | Esteban Chaves     | Orica-GreenEDGE  | +2'26"    |

### Etapa a 11-a
18 mai - Modena - Asolo - 227 km 
| Loc | Concurent          | Echipă           | Timp     |
| --- | ------------------ | ---------------- | -------- |
| 1   | Diego Ulissi       | Lampre-Merida    | 4h56'32" |
| 2   | Andrey Amador      | Movistar         | a.t.     |
| 3   | Bob Jungels        | Etixx-Quick Step | a.t.     |
| 4   | Giacomo Nizzolo    | Trek-Segafredo   | +13"     |
| 5   | Sonny Colbrelli    | Bardiani–CSF     | +13"     |
| 6   | Matteo Trentin     | Etixx-Quick Step | +13"     |
| 7   | Sacha Modolo       | Lampre-Merida    | +13"     |
| 8   | Enrico Battaglin   | LottoNL–Jumbo    | +13"     |
| 9   | Tim Wellens        | LottoNL–Jumbo    | +13"     |
| 10  | Alejandro Valverde | Movistar         | +13"     |

| Loc | Concurent          | Echipă           | Timp      |
| --- | ------------------ | ---------------- | --------- |
| 1   | Bob Jungels        | Etixx-Quick Step | 45h16'20" |
| 2   | Andrey Amador      | Movistar         | +24"      |
| 3   | Alejandro Valverde | Movistar         | +1'07"    |
| 4   | Steven Kruijswijk  | LottoNL–Jumbo    | +1'07"    |
| 5   | Vincenzo Nibali    | Astana           | +1'09"    |
| 6   | Rafał Majka        | Tinkoff-Saxo     | +2'01"    |
| 7   | Ilnur Zakarin      | Team Katusha     | +2'25"    |
| 8   | Esteban Chaves     | Orica-GreenEDGE  | +2'43"    |
| 9   | Gianluca Brambilla | Etixx-Quick Step | +2'45"    |
| 10  | Diego Ulissi       | Lampre-Merida    | +2'47"    |

### Etapa a 12-a
19 mai - Noale - Bibione - 182 km 
| Loc | Concurent         | Echipă          | Timp     |
| --- | ----------------- | --------------- | -------- |
| 1   | André Greipel     | Lotto Soudal    | 4h16'00" |
| 2   | Caleb Ewan        | Orica-GreenEDGE | a.t.     |
| 3   | Giacomo Nizzolo   | Trek-Segafredo  | a.t.     |
| 4   | Sacha Modolo      | Lampre-Merida   | a.t.     |
| 5   | Alexander Porsev  | Team Katusha    | a.t.     |
| 6   | Moreno Hofland    | LottoNL–Jumbo   | a.t.     |
| 7   | Ivan Savitskiy    | Gazprom–RusVelo | a.t.     |
| 8   | Heinrich Haussler | IAM Cycling     | a.t.     |
| 9   | Rick Zabel        | BMC Racing Team | a.t.     |
| 10  | Sonny Colbrelli   | Bardiani–CSF    | a.t.     |

| Loc | Concurent          | Echipă           | Timp      |
| --- | ------------------ | ---------------- | --------- |
| 1   | Bob Jungels        | Etixx-Quick Step | 49h32'20" |
| 2   | Andrey Amador      | Movistar         | +24"      |
| 3   | Alejandro Valverde | Movistar         | +1'07"    |
| 4   | Steven Kruijswijk  | LottoNL–Jumbo    | +1'07"    |
| 5   | Vincenzo Nibali    | Astana           | +1'09"    |
| 6   | Rafał Majka        | Tinkoff-Saxo     | +2'01"    |
| 7   | Ilnur Zakarin      | Team Katusha     | +2'25"    |
| 8   | Esteban Chaves     | Orica-GreenEDGE  | +2'43"    |
| 9   | Gianluca Brambilla | Etixx-Quick Step | +2'45"    |
| 10  | Diego Ulissi       | Lampre-Merida    | +2'47"    |

### Etapa a 13-a
20 mai - Palmanova - Cividale del Friuli - 170 km 
| Loc | Concurent          | Echipă            | Timp     |
| --- | ------------------ | ----------------- | -------- |
| 1   | Mikel Nieve        | Team Sky          | 4h31'49" |
| 2   | Giovanni Visconti  | Movistar          | +43"     |
| 3   | Vincenzo Nibali    | Astana            | +1'17"   |
| 4   | Alejandro Valverde | Movistar          | +1'17"   |
| 5   | Rafał Majka        | Tinkoff-Saxo      | +1'17"   |
| 6   | Stefan Denifl      | IAM Cycling       | +1'17"   |
| 7   | Steven Kruijswijk  | LottoNL–Jumbo     | +1'17"   |
| 8   | Rigoberto Urán     | Cannondale-Garmin | +1'17"   |
| 9   | Matteo Montaguti   | Ag2r-La Mondiale  | +1'17"   |
| 10  | Domenico Pozzovivo | Ag2r-La Mondiale  | +1'17"   |

| Loc | Concurent          | Echipă            | Timp      |
| --- | ------------------ | ----------------- | --------- |
| 1   | Andrey Amador      | Movistar          | 54h05'50" |
| 2   | Bob Jungels        | Etixx-Quick Step  | +26"      |
| 3   | Vincenzo Nibali    | Astana            | +41"      |
| 4   | Alejandro Valverde | Movistar          | +43"      |
| 5   | Steven Kruijswijk  | LottoNL–Jumbo     | +43"      |
| 6   | Rafał Majka        | Tinkoff-Saxo      | +1'37"    |
| 7   | Ilnur Zakarin      | Team Katusha      | +2'01"    |
| 8   | Esteban Chaves     | Orica-GreenEDGE   | +2'19"    |
| 9   | Rigoberto Urán     | Cannondale-Garmin | +2'48"    |
| 10  | Jakob Fuglsang     | Astana            | +3'15"    |

### Etapa a 14-a
21 mai - Farra d'Alpago - Corvara in Badia - 210 km 
| Loc | Concurent           | Echipă            | Timp     |
| --- | ------------------- | ----------------- | -------- |
| 1   | Esteban Chaves      | Orica-GreenEDGE   | 6h06'16" |
| 2   | Giovanni Visconti   | Movistar          | a.t.     |
| 3   | Georg Preidler      | Giant-Alpecin     | a.t.     |
| 4   | Darwin Atapuma      | BMC Racing Team   | +6"      |
| 5   | Vincenzo Nibali     | Astana            | +37"     |
| 6   | Kanstantsin Siutsou | Dimension Data    | +37"     |
| 7   | Rafał Majka         | Tinkoff-Saxo      | +2'29"   |
| 8   | Ilnur Zakarin       | Team Katusha      | +2'29"   |
| 9   | Rigoberto Urán      | Cannondale-Garmin | +2'50"   |
| 10  | Domenico Pozzovivo  | Ag2r-La Mondiale  | +3'00"   |

| Loc | Concurent           | Echipă            | Timp      |
| --- | ------------------- | ----------------- | --------- |
| 1   | Steven Kruijswijk   | LottoNL–Jumbo     | 60h12'43" |
| 2   | Vincenzo Nibali     | Astana            | +41"      |
| 3   | Esteban Chaves      | Orica-GreenEDGE   | +1'32"    |
| 4   | Alejandro Valverde  | Movistar          | +3'06"    |
| 5   | Andrey Amador       | Movistar          | +3'15"    |
| 6   | Rafał Majka         | Tinkoff-Saxo      | +3'29"    |
| 7   | Ilnur Zakarin       | Team Katusha      | +3'53"    |
| 8   | Rigoberto Urán      | Cannondale-Garmin | +5'01"    |
| 9   | Kanstantsin Siutsou | Dimension Data    | +5'38"    |
| 10  | Jakob Fuglsang      | Astana            | +5'38"    |

### Etapa a 15-a
22 mai - Castelrotto - Alpe di Suisi - 10.8 km (contratimp individual)
| Loc | Concurent           | Echipă            | Timp   |
| --- | ------------------- | ----------------- | ------ |
| 1   | Alexander Foliforov | Gazprom–RusVelo   | 28'39" |
| 2   | Steven Kruijswijk   | LottoNL–Jumbo     | a.t.   |
| 3   | Alejandro Valverde  | Movistar          | +23"   |
| 4   | Sergey Firsanov     | Gazprom–RusVelo   | +30"   |
| 5   | Michele Scarponi    | Astana            | +36"   |
| 6   | Esteban Chaves      | Orica-GreenEDGE   | +40"   |
| 7   | Ilnur Zakarin       | Team Katusha      | +47"   |
| 8   | Joe Dombrowski      | Cannondale-Garmin | +52"   |
| 9   | Bob Jungels         | Etixx-Quick Step  | +1'04" |
| 10  | Rafał Majka         | Tinkoff-Saxo      | +1'09" |

| Loc | Concurent           | Echipă           | Timp      |
| --- | ------------------- | ---------------- | --------- |
| 1   | Steven Kruijswijk   | LottoNL–Jumbo    | 60h41'22" |
| 2   | Esteban Chaves      | Orica-GreenEDGE  | +2'12"    |
| 3   | Vincenzo Nibali     | Astana           | +2'51"    |
| 4   | Alejandro Valverde  | Movistar         | +3'29"    |
| 5   | Rafał Majka         | Tinkoff-Saxo     | +4'38"    |
| 6   | Ilnur Zakarin       | Team Katusha     | +4'40"    |
| 7   | Andrey Amador       | Movistar         | +5'27"    |
| 8   | Bob Jungels         | Etixx-Quick Step | +7'14"    |
| 9   | Kanstantsin Siutsou | Dimension Data   | +7'37"    |
| 10  | Jakob Fuglsang      | Astana           | +7'55"    |

### Etapa a 16-a
24 mai - Bressanone - Andalo - 132 km 
| Loc | Concurent          | Echipă           | Timp     |
| --- | ------------------ | ---------------- | -------- |
| 1   | Alejandro Valverde | Movistar         | 2h58'54" |
| 2   | Steven Kruijswijk  | LottoNL–Jumbo    | a.t.     |
| 3   | Ilnur Zakarin      | Team Katusha     | +8"      |
| 4   | Diego Ulissi       | Lampre-Merida    | +37"     |
| 5   | Bob Jungels        | Etixx-Quick Step | +37"     |
| 6   | David López        | Team Sky         | +38"     |
| 7   | Sergey Firsanov    | Gazprom–RusVelo  | +38"     |
| 8   | Esteban Chaves     | Orica-GreenEDGE  | +42"     |
| 9   | Rafał Majka        | Tinkoff-Saxo     | +50"     |
| 10  | Domenico Pozzovivo | Ag2r-La Mondiale | +1'47"   |

| Loc | Concurent           | Echipă           | Timp      |
| --- | ------------------- | ---------------- | --------- |
| 1   | Steven Kruijswijk   | LottoNL–Jumbo    | 63h40'10" |
| 2   | Esteban Chaves      | Orica-GreenEDGE  | +3'00"    |
| 3   | Alejandro Valverde  | Movistar         | +3'23"    |
| 4   | Vincenzo Nibali     | Astana           | +4'43"    |
| 5   | Ilnur Zakarin       | Team Katusha     | +4'50"    |
| 6   | Rafał Majka         | Tinkoff-Saxo     | +5'34"    |
| 7   | Bob Jungels         | Etixx-Quick Step | +7'57"    |
| 8   | Andrey Amador       | Movistar         | +8'53"    |
| 9   | Domenico Pozzovivo  | Ag2r-La Mondiale | +10'05"   |
| 10  | Kanstantsin Siutsou | Dimension Data   | +11'03"   |

### Etapa a 17-a
25 mai - Molveno - Cassano d'Adda - 196 km 
| Loc | Concurent            | Echipă                     | Timp     |
| --- | -------------------- | -------------------------- | -------- |
| 1   | Roger Kluge          | IAM Cycling                | 4h31'29" |
| 2   | Giacomo Nizzolo      | Trek-Segafredo             | a.t.     |
| 3   | Nikias Arndt         | Giant-Alpecin              | a.t.     |
| 4   | Sacha Modolo         | Lampre-Merida              | a.t.     |
| 5   | Matteo Trentin       | Etixx-Quick Step           | a.t.     |
| 6   | Alexander Porsev     | Team Katusha               | a.t.     |
| 7   | Pim Ligthart         | Lotto Soudal               | a.t.     |
| 8   | Ramūnas Navardauskas | Cannondale-Garmin          | a.t.     |
| 9   | Manuel Belletti      | Wilier Triestina–Southeast | a.t.     |
| 10  | Paolo Simion         | Bardiani–CSF               | a.t.     |

| Loc | Concurent           | Echipă           | Timp      |
| --- | ------------------- | ---------------- | --------- |
| 1   | Steven Kruijswijk   | LottoNL–Jumbo    | 68h11'39" |
| 2   | Esteban Chaves      | Orica-GreenEDGE  | +3'00"    |
| 3   | Alejandro Valverde  | Movistar         | +3'23"    |
| 4   | Vincenzo Nibali     | Astana           | +4'43"    |
| 5   | Ilnur Zakarin       | Team Katusha     | +4'50"    |
| 6   | Rafał Majka         | Tinkoff-Saxo     | +5'34"    |
| 7   | Bob Jungels         | Etixx-Quick Step | +7'57"    |
| 8   | Andrey Amador       | Movistar         | +8'53"    |
| 9   | Domenico Pozzovivo  | Ag2r-La Mondiale | +10'05"   |
| 10  | Kanstantsin Siutsou | Dimension Data   | +11'03"   |

### Etapa a 18-a
26 mai - Muggiò - Pinerolo - 244 km 
| Loc | Concurent          | Echipă                     | Timp     |
| --- | ------------------ | -------------------------- | -------- |
| 1   | Matteo Trentin     | Etixx-Quick Step           | 5h25'34" |
| 2   | Moreno Moser       | Cannondale-Garmin          | a.t.     |
| 3   | Gianluca Brambilla | Etixx-Quick Step           | a.t.     |
| 4   | Sacha Modolo       | Lampre-Merida              | +20"     |
| 5   | Nikias Arndt       | Giant-Alpecin              | +30"     |
| 6   | Ivan Rovny         | Tinkoff-Saxo               | +30"     |
| 7   | Matteo Busato      | Wilier Triestina–Southeast | +1'10"   |
| 8   | Christian Knees    | Team Sky                   | +1'16"   |
| 9   | Axel Domont        | Ag2r-La Mondiale           | +1'24"   |
| 10  | Davide Malacarne   | Astana                     | +4'28"   |

| Loc | Concurent           | Echipă           | Timp      |
| --- | ------------------- | ---------------- | --------- |
| 1   | Steven Kruijswijk   | LottoNL–Jumbo    | 73h50'37" |
| 2   | Esteban Chaves      | Orica-GreenEDGE  | +3'00"    |
| 3   | Alejandro Valverde  | Movistar         | +3'23"    |
| 4   | Vincenzo Nibali     | Astana           | +4'43"    |
| 5   | Ilnur Zakarin       | Team Katusha     | +4'50"    |
| 6   | Rafał Majka         | Tinkoff-Saxo     | +5'34"    |
| 7   | Bob Jungels         | Etixx-Quick Step | +7'57"    |
| 8   | Andrey Amador       | Movistar         | +8'53"    |
| 9   | Domenico Pozzovivo  | Ag2r-La Mondiale | +10'05"   |
| 10  | Kanstantsin Siutsou | Dimension Data   | +11'03"   |

### Etapa a 19-a
27 mai - Pinerolo - Risoul, Franța - 162 km 
| Loc | Concurent          | Echipă            | Timp     |
| --- | ------------------ | ----------------- | -------- |
| 1   | Vincenzo Nibali    | Astana            | 4h19'54" |
| 2   | Mikel Nieve        | Team Sky          | +51"     |
| 3   | Esteban Chaves     | Orica-GreenEDGE   | +53"     |
| 4   | Diego Ulissi       | Lampre-Merida     | +1'02"   |
| 5   | Rafał Majka        | Tinkoff-Saxo      | +2'14"   |
| 6   | Alejandro Valverde | Movistar          | +2'14"   |
| 7   | Rigoberto Urán     | Cannondale-Garmin | +2'14"   |
| 8   | Georg Preidler     | Giant-Alpecin     | +2'43"   |
| 9   | Nicholas Roche     | Team Sky          | +2'51"   |
| 10  | Hubert Dupont      | Ag2r-La Mondiale  | +2'51"   |

| Loc | Concurent           | Echipă            | Timp      |
| --- | ------------------- | ----------------- | --------- |
| 1   | Esteban Chaves      | Orica-GreenEDGE   | 78h14'20" |
| 2   | Vincenzo Nibali     | Astana            | +44"      |
| 3   | Steven Kruijswijk   | LottoNL–Jumbo     | +1'05"    |
| 4   | Alejandro Valverde  | Movistar          | +1'48"    |
| 5   | Rafał Majka         | Tinkoff-Saxo      | +3'59"    |
| 6   | Bob Jungels         | Etixx-Quick Step  | +7'53"    |
| 7   | Andrey Amador       | Movistar          | +9'34"    |
| 8   | Rigoberto Urán      | Cannondale-Garmin | +12'18"   |
| 9   | Kanstantsin Siutsou | Dimension Data    | +13'19"   |
| 10  | Domenico Pozzovivo  | Ag2r-La Mondiale  | +14'11"   |

### Etapa a 20-a
28 mai - Guillestre , Franța - Sant'Anna di Vinadio - 134 km 
| Loc | Concurent           | Echipă            | Timp     |
| --- | ------------------- | ----------------- | -------- |
| 1   | Rein Taaramäe       | Team Katusha      | 4h22'43" |
| 2   | Darwin Atapuma      | BMC Racing Team   | +52"     |
| 3   | Joe Dombrowski      | Cannondale-Garmin | +1'17"   |
| 4   | Mikel Nieve         | Team Sky          | +4'12"   |
| 5   | Alexander Foliforov | Gazprom–RusVelo   | +4'36"   |
| 6   | Vincenzo Nibali     | Astana            | +6'44"   |
| 7   | Alejandro Valverde  | Movistar          | +6'57"   |
| 8   | Rigoberto Urán      | Cannondale-Garmin | +6'57"   |
| 9   | Giovanni Visconti   | Movistar          | +7'47"   |
| 10  | Rafał Majka         | Tinkoff-Saxo      | +8'06"   |

| Loc | Concurent           | Echipă            | Timp      |
| --- | ------------------- | ----------------- | --------- |
| 1   | Vincenzo Nibali     | Astana            | 82h44'31" |
| 2   | Esteban Chaves      | Orica-GreenEDGE   | +52"      |
| 3   | Alejandro Valverde  | Movistar          | +1'17"    |
| 4   | Steven Kruijswijk   | LottoNL–Jumbo     | +1'50"    |
| 5   | Rafał Majka         | Tinkoff-Saxo      | +4'37"    |
| 6   | Bob Jungels         | Etixx-Quick Step  | +8'31"    |
| 7   | Rigoberto Urán      | Cannondale-Garmin | +11'47"   |
| 8   | Andrey Amador       | Movistar          | +13'21"   |
| 9   | Darwin Atapuma      | BMC Racing Team   | +14'09"   |
| 10  | Kanstantsin Siutsou | Dimension Data    | +16'29"   |

### Etapa a 21-a
28 mai - Cuneo - Torino - 163 km 
| Loc | Concurent            | Echipă             | Timp     |
| --- | -------------------- | ------------------ | -------- |
| 1   | Nikias Arndt         | Giant-Alpecin      | 3h48'18" |
| 2   | Matteo Trentin       | Etixx-Quick Step   | a.t.     |
| 3   | Sacha Modolo         | Lampre-Merida      | a.t.     |
| 4   | Alexander Porsev     | Team Katusha       | a.t.     |
| 5   | Sean De Bie          | Lotto Soudal       | a.t.     |
| 6   | Ivan Savitskiy       | Gazprom–RusVelo    | a.t.     |
| 7   | Rick Zabel           | BMC Racing Team    | a.t.     |
| 8   | Eduard-Michael Grosu | Nippo–Vini Fantini | a.t.     |
| 9   | Jay McCarthy         | Tinkoff-Saxo       | a.t.     |
| 10  | Alberto Bettiol      | Cannondale-Garmin  | a.t.     |

| Loc | Concurent           | Echipă            | Timp      |
| --- | ------------------- | ----------------- | --------- |
| 1   | Vincenzo Nibali     | Astana            | 86h32'49" |
| 2   | Esteban Chaves      | Orica-GreenEDGE   | +52"      |
| 3   | Alejandro Valverde  | Movistar          | +1'17"    |
| 4   | Steven Kruijswijk   | LottoNL–Jumbo     | +1'50"    |
| 5   | Rafał Majka         | Tinkoff-Saxo      | +4'37"    |
| 6   | Bob Jungels         | Etixx-Quick Step  | +8'31"    |
| 7   | Rigoberto Urán      | Cannondale-Garmin | +11'47"   |
| 8   | Andrey Amador       | Movistar          | +13'21"   |
| 9   | Darwin Atapuma      | BMC Racing Team   | +14'09"   |
| 10  | Kanstantsin Siutsou | Dimension Data    | +16'29"   |

## Clasamentul liderilor
În Turul Italiei sunt acordate patru tricouri diferite. 
Primul și cel mai important este cel al clasamentului generală, calculat prin adăugarea de timpi de la finalul fiecărei etape pentru fiecare ciclist în parte. Cicliștii primesc timpi bonus pentru clasarea în primele trei locuri în fiecare etapă (cu excepția etapei de contratimp pe echipe și a celei de contratimp individual). Ciclistul cu cel mai mic timp cumulat primește tricoul roz (Rosa Maglia) și e considerat câștigător al Turului Italiei. 
În plus, există un clasament pe puncte. Cicliștii câștigă puncte pentru clasarea în top 15 în fiecare etapă. Etapele plate acordă mai multe puncte decât etapele montane, ceea ce înseamnă că această clasificare tinde să favorizeze sprinterii. În plus, punctele pot fi câștigate în sprinturi intermediare. Câștigătorul din clasamentul pe puncte câștigă tricoul roșu.
Există, de asemenea, clasamentul montan. Punctele sunt acordate pentru a ajungerea în vârful unei ascensiuni în partea din față a cursei. Fiecare urcare este clasificată ca fiind de categorie unu, doi, trei sau patru, cu mai multe puncte acordate cățărărilor clasificate cu dificultate mai mare. Cima Coppi, punctul cel mai înalt al cursei, acordă mai multe puncte decât celelalte cățărări de primă categorie. 
Clasamentul tricoului alb este acordat celui mai tânăr ciclist prezent în cursă. Acesta se decide în același mod ca și clasamentul general, numai pentru cicliștii născuți după 1 ianuarie 1991.
Există și două clasamente pentru echipe. În clasamentul Trofeul Fast Team, se adăugă timpii celor mai buni trei cicliști pentru fiecare echipă în fiecare etapă; prima echipă clasată este cea cu cel mai mic timp. Trofeul Super Team este o clasificare de puncte pe echipă, cu primii 20 cicliști clasați în fiecare etapă primind puncte (20 pentru primul loc, 19 pentru locul doi și așa mai departe, până la un punct pentru locul 20) pentru echipa lor.
| Etapa | Câștigător          | Clasamentul general | Clasamentul pe puncte | Clasamentul cățărătorilor | Cel mai bun tânăr | Trofeul Fast Team | Trofeul Super Team |
| ----- | ------------------- | ------------------- | --------------------- | ------------------------- | ----------------- | ----------------- | ------------------ |
| 1     | Tom Dumoulin        | Tom Dumoulin        | Tom Dumoulin          | nu a fost acordat         | Tobias Ludvigsson | Giant–Alpecin     | Giant–Alpecin      |
| 2     | Marcel Kittel       | Tom Dumoulin        | Marcel Kittel         | Omar Fraile               | Tobias Ludvigsson | Giant–Alpecin     | Giant–Alpecin      |
| 3     | Marcel Kittel       | Marcel Kittel       | Marcel Kittel         | Maarten Tjallingii        | Tobias Ludvigsson | Giant–Alpecin     | Etixx-Quick Step   |
| 4     | Diego Ulissi        | Tom Dumoulin        | Marcel Kittel         | Damiano Cunego            | Bob Jungels       | Astana            | Etixx-Quick Step   |
| 5     | André Greipel       | Tom Dumoulin        | Marcel Kittel         | Damiano Cunego            | Bob Jungels       | Astana            | Etixx-Quick Step   |
| 6     | Tim Wellens         | Tom Dumoulin        | Marcel Kittel         | Damiano Cunego            | Bob Jungels       | Astana            | Etixx-Quick Step   |
| 7     | André Greipel       | Tom Dumoulin        | André Greipel         | Tim Wellens               | Bob Jungels       | Astana            | Lotto Soudal       |
| 8     | Gianluca Brambilla  | Gianluca Brambilla  | André Greipel         | Tim Wellens               | Bob Jungels       | Etixx-Quick Step  | Etixx-Quick Step   |
| 9     | Primož Roglič       | Gianluca Brambilla  | André Greipel         | Tim Wellens               | Bob Jungels       | Etixx-Quick Step  | Etixx-Quick Step   |
| 10    | Giulio Ciccone      | Bob Jungels         | André Greipel         | Damiano Cunego            | Bob Jungels       | Movistar          | Etixx-Quick Step   |
| 11    | Diego Ulissi        | Bob Jungels         | André Greipel         | Damiano Cunego            | Bob Jungels       | Movistar          | Etixx-Quick Step   |
| 12    | André Greipel       | Bob Jungels         | André Greipel         | Damiano Cunego            | Bob Jungels       | Movistar          | Etixx-Quick Step   |
| 13    | Mikel Nieve         | Andrey Amador       | Giacomo Nizzolo       | Damiano Cunego            | Bob Jungels       | Movistar          | Etixx-Quick Step   |
| 14    | Esteban Chaves      | Steven Kruijswijk   | Giacomo Nizzolo       | Damiano Cunego            | Bob Jungels       | Astana            | Etixx-Quick Step   |
| 15    | Alexander Foliforov | Steven Kruijswijk   | Giacomo Nizzolo       | Damiano Cunego            | Bob Jungels       | Astana            | LottoNL–Jumbo      |
| 16    | Alejandro Valverde  | Steven Kruijswijk   | Giacomo Nizzolo       | Damiano Cunego            | Bob Jungels       | Astana            | LottoNL–Jumbo      |
| 17    | Roger Kluge         | Steven Kruijswijk   | Giacomo Nizzolo       | Damiano Cunego            | Bob Jungels       | Astana            | LottoNL–Jumbo      |
| 18    | Matteo Trentin      | Steven Kruijswijk   | Giacomo Nizzolo       | Damiano Cunego            | Bob Jungels       | Astana            | Etixx-Quick Step   |
| 19    | Vincenzo Nibali     | Esteban Chaves      | Giacomo Nizzolo       | Damiano Cunego            | Bob Jungels       | Astana            | Etixx-Quick Step   |
| 20    | Rein Taaramäe       | Vincenzo Nibali     | Giacomo Nizzolo       | Mikel Nieve               | Bob Jungels       | Astana            | Etixx-Quick Step   |
| 21    | Nikias Arndt        | Vincenzo Nibali     | Giacomo Nizzolo       | Mikel Nieve               | Bob Jungels       | Astana            | Etixx-Quick Step   |
| Final | Final               | Vincenzo Nibali     | Giacomo Nizzolo       | Mikel Nieve               | Bob Jungels       | Astana            | Etixx-Quick Step   |

## Clasamente finale
|    | Ciclsit                   | Echipă            | Timp        |
| -- | ------------------------- | ----------------- | ----------- |
| 1  | Vincenzo Nibali (ITA)     | Astana            | 86h 32' 49" |
| 2  | Esteban Chaves (COL)      | Orica-GreenEDGE   | + 52"       |
| 3  | Alejandro Valverde (ESP)  | Movistar Team     | + 1' 17"    |
| 4  | Steven Kruijswijk (NED)   | LottoNL–Jumbo     | + 1' 50"    |
| 5  | Rafał Majka (POL)         | Tinkoff-Saxo      | + 4' 37"    |
| 6  | Bob Jungels (LUX)         | Etixx-Quick Step  | + 8' 31"    |
| 7  | Rigoberto Urán (COL)      | Cannondale-Garmin | + 11' 47"   |
| 8  | Andrey Amador (CRC)       | Movistar Team     | + 13' 21"   |
| 9  | Darwin Atapuma (COL)      | BMC Racing Team   | + 14' 09"   |
| 10 | Kanstantsin Siutsiu (BLR) | Dimension Data    | + 16' 20"   |

|    | Ciclist                  | Echipă           | Puncte |
| -- | ------------------------ | ---------------- | ------ |
| 1  | Giacomo Nizzolo (ITA)    | Trek-Segafredo   | 209    |
| 2  | Matteo Trentin (ITA)     | Etixx-Quick Step | 184    |
| 3  | Sacha Modolo (ITA)       | Lampre-Merida    | 163    |
| 4  | Diego Ulissi (ITA)       | Lampre-Merida    | 156    |
| 5  | Daniel Oss (ITA)         | BMC Racing Team  | 133    |
| 6  | Maarten Tjallingii (NED) | LottoNL–Jumbo    | 103    |
| 7  | Alejandro Valverde (ESP) | Movistar Team    | 92     |
| 8  | Nikias Arndt (GER)       | Giant-Alpecin    | 88     |
| 9  | Alexander Porsev (RUS)   | Team Katusha     | 80     |
| 10 | Steven Kruijswijk (NED)  | LottoNL–Jumbo    | 76     |

|    | Ciclist                   | Echipă             | Puncte |
| -- | ------------------------- | ------------------ | ------ |
| 1  | Mikel Nieve (ESP)         | Team Sky           | 152    |
| 2  | Damiano Cunego (ITA)      | Nippo–Vini Fantini | 134    |
| 3  | Darwin Atapuma (COL)      | BMC Racing Team    | 118    |
| 4  | Stefan Denifl (AUT)       | IAM Cycling        | 109    |
| 5  | Giovanni Visconti (ITA)   | Movistar Team      | 77     |
| 6  | Alexander Foliforov (RUS) | Gazprom–RusVelo    | 66     |
| 7  | Rein Taaramäe (EST)       | Team Katusha       | 62     |
| 8  | David López (ESP)         | Team Sky           | 54     |
| 9  | Michele Scarponi (ITA)    | Astana             | 51     |
| 10 | Steven Kruijswijk (NED)   | LottoNL–Jumbo      | 42     |

|    | Ciclist                   | Echipă            | Timp         |
| -- | ------------------------- | ----------------- | ------------ |
| 1  | Bob Jungels (LUX)         | Etixx-Quick Step  | 86h 41' 20"  |
| 2  | Sebastián Henao (COL)     | Team Sky          | + 29' 38"    |
| 3  | Valerio Conti (ITA)       | Lampre-Merida     | + 1h 10' 07" |
| 4  | Davide Formolo (ITA)      | Cannondale-Garmin | + 1h 18' 48" |
| 5  | Joe Dombrowski (USA)      | Cannondale-Garmin | + 1h 24' 25" |
| 6  | Merhawi Kudus (ERI)       | Dimension Data    | + 1h 46' 03" |
| 7  | Carlos Verona (ESP)       | Etixx-Quick Step  | + 1h 57' 26" |
| 8  | Alexander Foliforov (RUS) | Gazprom–RusVelo   | + 1h 58' 06" |
| 9  | Nathan Brown (USA)        | Cannondale-Garmin | + 2h 06' 47" |
| 10 | Tobias Ludvigsson (SWE)   | Giant-Alpecin     | + 2h 12' 42" |

|    | Echipă            | Timp         |
| -- | ----------------- | ------------ |
| 1  | Astana            | 260h 02' 35" |
| 2  | Cannondale-Garmin | + 6' 57"     |
| 3  | Movistar Team     | + 21' 00"    |
| 4  | Ag2r-La Mondiale  | + 53' 52"    |
| 5  | Team Sky          | + 1h 04' 21" |
| 6  | Etixx-Quick Step  | + 1h 37' 53" |
| 7  | Tinkoff-Saxo      | + 1h 40' 44" |
| 8  | Team Katusha      | + 2h 06' 36" |
| 9  | Dimension Data    | + 2h 53' 26" |
| 10 | Lampre-Merida     | + 3h 15' 00" |

|    | Echipă           | Puncte |
| -- | ---------------- | ------ |
| 1  | Etixx-Quick Step | 506    |
| 2  | LottoNL–Jumbo    | 397    |
| 3  | Lampre-Merida    | 361    |
| 4  | Movistar Team    | 339    |
| 5  | Lotto Soudal     | 303    |
| 6  | Team Katusha     | 293    |
| 7  | Giant-Alpecin    | 280    |
| 8  | BMC Racing Team  | 232    |
| 9  | Orica-GreenEDGE  | 220    |
| 10 | Trek-Segafredo   | 216    |

## Legături externe
- Site web oficial